# Дуков, Виктор Иванович
Виктор Иванович Дуков (28 октября 1955, Овидиополь, Одесская область — 2 июня 2000, Фогтланд, Саксония) — советский и украинский общественно-политический деятель, председатель Овидиопольской райгосадминистрации, представитель Президента Украины в Овидиопольском районе (1992—1994), основатель и почётный президент футбольного клуба «Днестр».

## Биография
Родился 28 октября 1955 года в Овидиополе.
В 1978 году окончил Одесский инженерно-строительный институт, после чего два года служил в армии.
В 1980—1983 гг. работал начальником отдела Овидиопольского межколхоздорстроя.
В 1983—1984 гг. — инструктор Овидиопольского райкома партии.
В 1984—1986 гг. — начальник Овидиопольского межколхоздорстроя.
В 1986—1989 гг. — инструктор Одесского обкома Компарии Украины.
В сентябре 1989 года избран председателем Овидиопольского райисполкома, а в 1991 году — председателем Овидиопольского райсовета.
В 1992 году назначен представителем Президента Украины в Овидиопольском районе, а в 1995 году — председателем Овидиопольской райгосадминистрации.
С именем Дукова связан стремительный взлёт Овидиопольского района в социально-экономическом развитии. За весь период его деятельности было газифицировано подавляющее большинство населённых пунктов региона, активно велось жилищное и дорожное строительство объектов соцкультбыта, развивались предприятия различных форм собственности. Агропромышленный комплекс района занимал ведущее место в Одесской области по большинству показателей.
Особое внимание Дуков уделял образованию, медицине и спорту. Сам в прошлом футболист (в составе овидиопольского «Дзержинца» Дуков становился чемпионом и обладателем Кубка Одесской области), он стал инициатором создания юридически самостоятельного футбольного клуба «Днестр», который в 1999 году стал чемпионом Украины среди любителей и завоевал путёвку в Кубок регионов УЕФА. В составе «Днестра» чемпион Украины по футболу и мини-футболу среди ветеранов.
Умер 2 июня 2000 года во время матча ветеранского Кубка мира, проходившего в немецком Фогтланде, из-за сердечной недостаточности.
Похоронен в Овидиополе на Покровской горе.

## Награды
- В 2008 году Дуков посмертно стал лауреатом Почётного знака АМФОО — высшей награды Ассоциации мини-футбола Одесской области.

## Память
- Имя Виктора Дукова носят стадион «Днестр», современный Дворец спорта в Овидиополе и улица, на которой жил Виктор Иванович (в прошлом — улицая Средняя).
- С 2000 года в память о Дукове ежегодно проводится первенство Одесской области по мини-футболу среди ветеранов старше 35 лет, первым победителем которого стал овидиопольский «Днестр».
- На втором этаже Дворца спорта в Овидиополе находится музей Виктора Дукова.
- С 2007 года в память о Дукове в Овидиополе ежегодно проводится чемпионат Украины по мини-футболу среди ветеранов старше 50 лет, первым победителем которого стала овидиопольская команда «Овидий».